# 德·布鲁凯尔广场
德·布鲁凯尔广场（法語：Place de Brouckère)是比利时布鲁塞尔市中心的一个重要广场，以布鲁塞尔前市长和布鲁塞尔自由大学教授夏尔·德·布鲁凯尔命名，他在1830年比利时独立中起到了很大的政治作用。广场取代了1893年拆除的奥斯定教堂。
德·布鲁凯尔广场以“世纪末”建筑为主，但自20世纪70年代以来，在其南侧也建造了现代大厦。广场周围地区的特色是剧院，大型电影院，酒店和餐馆，以及该市一些最重要的娱乐场所和购物街。

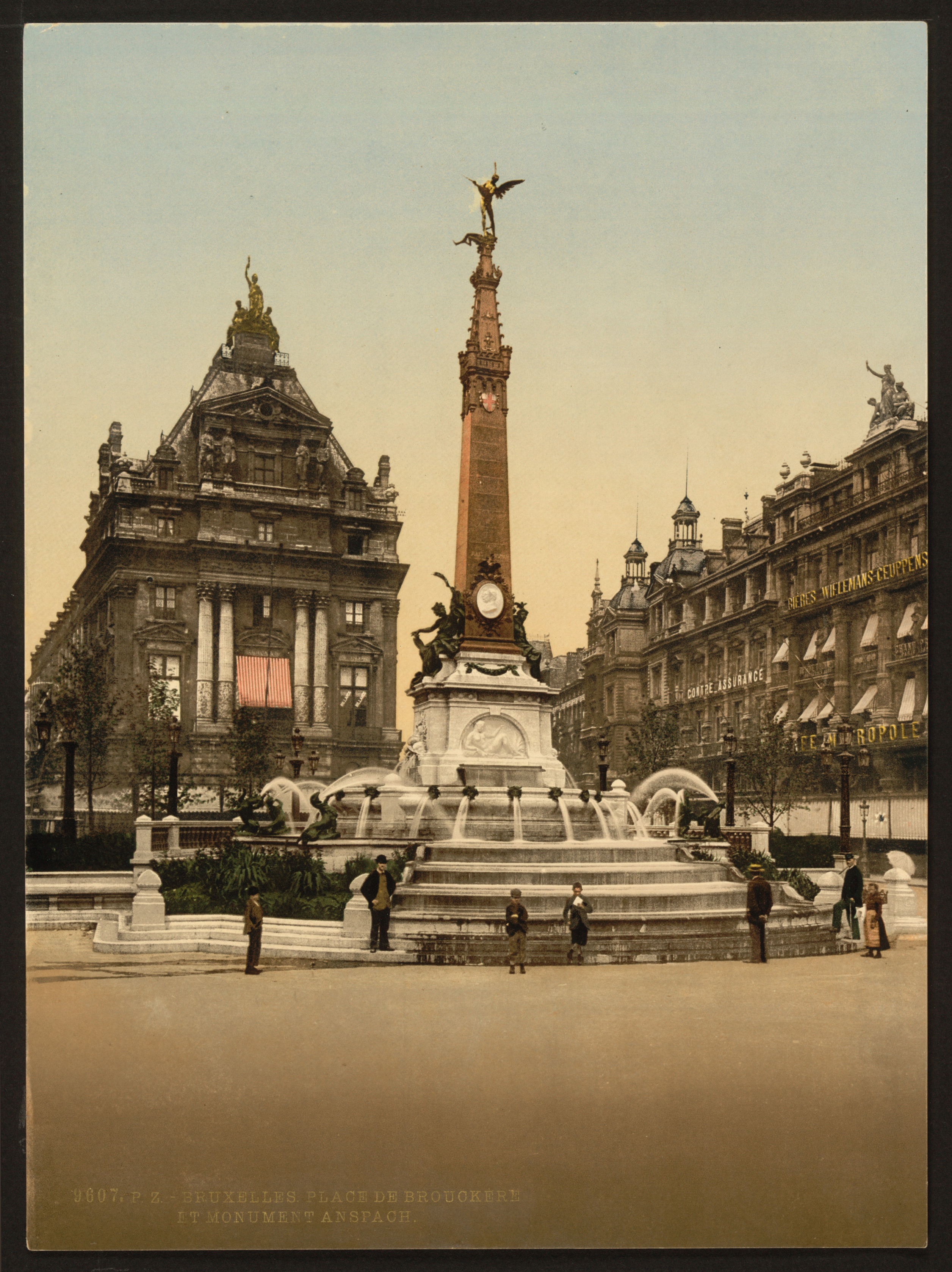
德·布鲁凯尔广场，19世纪末

## 名胜古迹
德·布鲁凯尔广场上有大都会酒店（1895年），1911年秋季，在那里举办了首届关于物理和化学的索尔维会议；以及原埃尔多拉多电影院（Eldorado），现名“UGC De Brouckère”。广场的东侧有两个购物廊：安斯帕克百货和The Mint中心。
德·布鲁凯尔广场的北侧是埃米尔·雅克曼大道和阿道夫·马克斯大道形成的“Y”形路口，南侧是安斯帕克大道。它由布鲁塞尔地铁的1号线和5号线的德·布鲁凯尔地铁站提供服务。